# 神羅万象チョコ 幻双竜の秘宝
神羅万象チョコ 幻双竜の秘宝（しんらばんしょうチョコ げんそうりゅうのひほう）はバンダイ発売のおまけ付き駄菓子・ウエハースチョコレート。神羅万象チョコシリーズの第十二章。通称「幻双（げんそう）」。

## 解説
『神羅万象チョコ』シリーズの第十二章。2016年4月18日に第1弾全29種類がバンダイより発売された。パッケージは各弾ともそれぞれ2種類ずつ。カードの種類は従来の「クリスタルレア(CR)」、「シルバーレア(SR)」、「ノーマル(N)」に加えて、本章より新たなレアリティとして「ゴッドクリスタルレア(GCR)」が追加された。前章『神羅万象チョコ 一鬼火勢の章』の「ゴッドレア(GR)」は廃止された。『幻双』におけるカードのナンバリングは右上に「幻双○○○」と記されている。

### 金の紋章キャンペーン
本章より新しい要素として導入されたキャンペーン。商品の台紙が金色の応募券付きだった場合「当たり」となり、20,000人限定のGSR2枚セットが貰える。『神羅万象チョコ 九邪戦乱の章』における「1億個突破キャンペーン」と同様のシステムである。

#### 第1弾
応募期間：2016年4月18日〜2016年8月31日
- SP01 冒険野郎ヴァン・クロウ(限定GSR)
- SP02 ジゼル・アルスター(限定GSR)

#### 第2弾
応募期間：2016年7月18日〜2016年11月30日
- SP03 裂空迅雷トラロック(限定GSR)
- SP04 風雲豪雨チェルチー(限定GSR)

## ラインナップ

### 第1弾
第1弾は2016年4月18日発売。全29種類。GRは1種類、CRは7種類、SRは10種類、Nは11種類。
- 幻双PR 大提督コロン・ブロッサム(SR)
- 幻双001 冒険野郎ヴァン・クロウ(CR)
- 幻双002 ジゼル・アルスター(SR)
- 幻双003 ドクター・オニキス(SR)
- 幻双004 太陽の円卓騎士・ガウェイン(CR)
- 幻双005 零氷の円卓騎士・ガラハド(CR)
- 幻双006 薫風の円卓騎士・パーシバル(CR)
- 幻双007 砂子の円卓騎士・ボールス(SR)
- 幻双008 トリトード(N)
- 幻双009 ケイブヒドラ(N)
- 幻双010 ケイブドラゴン(SR)
- 幻双011 真竜王エルディカイン(CR)
- 幻双012 アジーン(SR)
- 幻双013 茜紅葉のシノワ(SR)
- 幻双014 鎖柩のレグルス(SR)
- 幻双015 トナトナ(N)
- 幻双016 ドグマ・ゲイヌ(N)
- 幻双017 カカオ・ビーン(N)
- 幻双018 カウチャ・ペテウ(N)
- 幻双019 サルサ・ハバネーロ(N)
- 幻双020 ゲオル・ザランドゥ(SR)
- 幻双021 守護騎士ユーシムル(SR)
- 幻双022 阿修羅女王カカベル(CR)
- 幻双023 鉄腕の冒険野郎・ヴァン(CR)(GSR)
- 幻双024 鬼龍商人ダイコク(N)
- 幻双025 天魔貴族ジョルジュ(N)
- 幻双026 冒険家クマシロ(N)
- 幻双027 生物学者アイザック(N)

## 世界観
前章『神羅万象チョコ 一鬼火勢の章』と同じく「新世界」が舞台となる。
「鬼龍」・「天魔」・「獅童」・「鉄機」の四大列強国による天下統一の覇権を巡る大戦が和合によって終結を迎えた後の時代。平穏な日々が続いていたが、人跡未踏の新大陸「幻双竜大陸」が発見されたことにより「冒険家」たちが脚光を浴びることになる。長い間、表舞台から姿を消していた世界最高の冒険家と名高い冒険野郎ヴァン・クロウが動き出したことで大冒険が幕を開ける。

## ストーリー
戦乱の時代は終わりを告げた。新世界は鬼龍、天魔、獅童、鉄機の4国による団結のもと、四ヶ国連合として平和な世の中を築き始めていた。そんな中、世界を揺るがす大ニュースが報じられた。冒険家コロンが西海の彼方に謎の新大陸を発見したのだ。
新大陸は、その双頭の蛇竜のごとき形状から「幻双竜大陸」と名付けられた。新たなフロンティアの出現に、あらゆる者たちが夢と希望と野心を抱いて海へと漕ぎ出していく。世にいう大航海時代の始まりである！
世間が幻双竜大陸の話題で持ちきりの頃、一部の冒険家たちの間ではもう１つの噂が流れていた。その噂とは、かつて世界最高の冒険家と呼ばれながら表舞台から姿を消した「あの男」が、ついに復活するらしい、というものであった。…そして、その噂は現実のものとなる！
ヴァン・クロウ！自他ともに認める、世界最高位の冒険家である！その知識は、歴史学、考古学、生物学、植物学、建築学などに深く通じ、数多の博士号も取得している！生活の大半は遺跡調査と秘境探検に費やされ、常に危険と隣り合わせの冒険に身を投じていた！そんな彼を人はこう呼ぶ…！　世界最高の冒険家、「冒険野郎ヴァン・クロウ」と！！！ 
新大陸に渡るには国王承認の「新大陸渡航許可証」が必要不可欠。だが、今のヴァンにはその承認を得る伝手がなかった。そんな彼の元に「聖杯探索」を任務とする円卓騎士達が訪ねて来た。彼らは「冒険野郎復活」の噂を聞きつけ、S級アルゴライセンスを持つヴァンに、任務の協力を求めて来たのだ。
円卓騎士達に協力すれば、天魔王アーサーに恩を売る事ができるはず！そうすれば、「新大陸渡航許可証」を手にいれるのもそう難しくないはずだ！そう確信したヴァンは、円卓騎士達と聖杯が眠ると伝えられる「聖者の洞窟」へとおもむくのだった。
ヴァンと4人の円卓騎士は「聖者の洞窟」を進んだ。隠し通路の発見に罠の解除と、難解な洞窟の謎を解き明かしつつ巧みに進むヴァンの技量に、円卓騎士達は同じ冒険家として大きく感嘆するのだった。
「聖者の洞窟」の最深部で待っていたのは、聖杯を守護する真竜王エルディカインだった。戦いの末、彼に認められたヴァンたちは、「真竜の聖杯」を入手。さらに、真竜王の願いから、暗黒竜の子供・アジーンを冒険の仲間に加えるのだった。
数々の苦難を乗りこえて無事に聖杯を入手したヴァンは、天魔王アーサーへの謁見を許された。ヴァンの働きに満足したアーサー王は、彼を大いに讃え、多くの褒美とともに新大陸渡航許可証を与えるのだった。
早速新大陸へと渡ったヴァンが出会ったのは、鬼龍の考古学者シノワだった。彼女は四ヶ国連合理事会からの依頼で「翠星の神殿」の調査団に参加していたが、任務は失敗に終わり、調査団は彼女１人を残して全滅してしまったらしいのだ。
仲間の無念を晴らすために「翠星の神殿」の再調査を望むシノワは、帰国もせずに現地にとどまり、ともに調査をしてくれる冒険者を探していたのだ。彼女はヴァンの姿を見つけると、彼に協力を求めるのだった。
ヴァンはシノワ達と共に、「翠星の神殿」へと足を踏み入れた。遺跡への侵入を阻む魔獣や罠をかわしつつ、神殿の地下最深部を目指すヴァン一行。やがてたどり着いた玄室の奥に鎮座するのは、未練にしばられ阿修羅と化した悲しい女王カカベルだった。
見境なく襲いかかるカカベルの猛攻であらわになるヴァンの鋼の義手。ヴァンは奥の手である義手「アストラル・アームズ」に内蔵された「アストラル・エンジン」の力を解放する。仲間達と協力してカカベルを昇天させる事に成功するのだった。

## 登場キャラクター

### 主要人物
冒険野郎ヴァン・クロウ（ぼうけんやろうヴァン・クロウ）
第1弾 幻双001 (CR)
POWER：10
名前：ヴァン・クロウ<男>
種族：魔人<冒険家、考古学者>
属性：光、風
武器：縄鞭「マチルダ」
保護：ジゼル・アルスター
特技：ソニック・テンペスト
本章における主人公。自他ともに認める世界最高位の冒険家で、世界で唯一の「S級アルゴライセンス」保持者。その知識は、歴史学・考古学・生物学・植物学・建築学などに深く通じ、数多の博士号を取得している。生活の大半は遺跡調査と秘境探検に費やされ、常に危険と隣り合わせの冒険に身を投じていた。3年前の「ある事件」を機に表舞台から姿を消していたが、新大陸発見をきっかけに長い沈黙を破って復活を果たした。
お調子者で女好きのプレイボーイ。外見は10代の青年にしか見えないが、若い頃に古代遺跡の罠にはまり呪いで肉体の成長が止まってしまった30代の大人である。3年前の「ある事件」で仲間の裏切りにあい、信頼する相棒アデル・アルスターの命、魔人の証である翼、冒険家の命ともいえる両腕を失った。現在の両腕はドクター・オニキスに作られた鉄機製の機械義手である。
鉄腕の冒険野郎・ヴァン（てつわんのぼうけんやろう・ヴァン）
第1弾 幻双023 (CR)(GCR)
POWER：12
名前：ヴァン・クロウ<男>
種族：魔人<冒険家、考古学者>
属性：光、風
武器：ギミックハンド「アストラル・アームズ」
相棒：アジーン
特技：アストラル・ブラスト
古代遺跡から発掘された謎の超技術（オーバーテクノロジー）によって作られた「アストラル・エンジン」を両腕の義手に内蔵しているヴァンは、5分間限定で絶大な精神力をエネルギーに変換して驚異的なパワーを発揮する。
閃光の冒険野郎・ヴァン（せんこうのぼうけんやろう・ヴァン）
第2弾 幻双050 (CR)(GCR)
POWER：13
名前：ヴァン・クロウ<男>
種族：魔人<冒険家、考古学者>
属性：光、風
武器：ギミックハンド「アストラル・アームズ」
仇敵：狂乱の冒険家・ゼル
特技：アストラル・バスター
さらなる改良を加え、パワーアップしたアストラル・アームズ。手の平から己の精神力をエネルギー弾として射出する事が可能で、一撃必殺の遠距離射撃を繰りだせるようになった。
アストラル・バスターは、ヴァンの精神力次第で威力や弾の形状を自在に調整できる。
光天超魔神ヴァン・クロウ（こうてんちょうまじんヴァン・クロウ）
第3弾 幻双080 (CR)(GCR)
POWER：30
名前：ヴァン・クロウ<男>
種族：魔神:属性：光、火、風
武器：光天の竜翼刃
合身：光天蛇竜神ケツアルカトル
特技：アークライト・テンペスト
ケツアルカトルと合身して超神化を果たしたヴァン。新たなる光の腕と光の翼を得て完全復活した冒険野郎は、再び闇天超魔神ゼル・ガロンに挑む。

ジゼル・アルスター
第1弾 幻双002 (SR)
POWER：1
名前：ジゼル・アルスター<女>
種族：魔人
属性：光、闇
宝物：ぬいぐるみ「ドクロウくん」
信頼:冒険野郎ヴァン・クロウ
特技：家事全般
かつてのヴァン・クロウの相棒であったアデル・アルスターの一人娘。母親はジゼルを産んですぐに他界してしまい、父親は「ある事件」によって死亡した。以降、ヴァンと共に暮らして甲斐甲斐しく彼の身の回りの世話をしている。
ジゼル・アルスター
第2弾 幻双029 (SR)
POWER：5
名前：ジゼル・アルスター<女>
種族：魔人
属性：光、闇
宝物：ぬいぐるみ「ドクロウくん」
先生：ドクター・オニキス
特技：家事全般
冒険家になるためヴァンに隠れて秘密の特訓に励む。オニキスの指導のもと、夢に向かって突き進む。
冒険少女ジゼル（ぼうけんしょうじょジゼル）
第3弾 幻双081 (CR)
POWER：10
名前：ジゼル・アルスター<女>
種族：魔人<冒険家>
属性：光、闇
武器：ドクロウくんグレート
仲間：光天超魔神ヴァン・クロウ
特技：ドクロウくん・スーパー・メテオ・ハンマー
冒険家試験をクリアして史上最年少冒険家になった。ヴァンの危機を察して幻双竜大陸にやってきた彼女は、父親の仇であるゼルと死闘を繰り広げるヴァンの姿を目撃する。
ジゼルが受験したアルゴライセンスはC級だが、試験結果はB級の基準値を上回っていた。

アジーン
第1弾 幻双012 (SR)
POWER：7
名前：アジーン<男>
種族：暗黒竜「カオスドラゴン」
属性：闇、火、雷
宝物：紺碧の竜玉石
相棒：冒険野郎ヴァン・クロウ
特技：ダークブレイズ
「聖者の洞窟」で出会った子供ドラゴン。ヴァンに興味を持った真竜王エルディカインの命令で、ヴァンの旅に同行することになった。生意気で口が悪いが、ヴァンのことは結構気に入っているらしい。
暗黒竜アジーン・ダハーカ（あんこくりゅうアジーン・ダハーカ）
第3弾 幻双082 (CR)
POWER：18
名前：アジーン・ダハーカ<男>
種族：暗黒竜「カオスドラゴン」
属性：闇、火、雷
武器：右天竜ザッハーク、左天竜エジュダハー
仲間：光天超魔神ヴァン・クロウ
特技：ダークブレイズ・デストロイ
二大蛇竜神復活の影響を受け、アジーンの中に眠る真竜の血脈が目覚める。異常な急成長で進化を遂げたアジーンは、伝説の三頭竜アジーン・ダハーカとして覚醒を果たす。

### 冒険家
狂乱の冒険家・ゼル（きょうらんのぼうけんか・ゼル）
第2弾 幻双051 (CR)
POWER：13
名前：ゼル・ガロン<男>
種族：魔人<冒険家>
属性：闇、土
武器：暗黒剣ダーク・デスカトル
因縁:冒険野郎ヴァン・クロウ
特技：アビスホール・イレイザー
3年前の事件でヴァンを裏切り、ヴァンの腕と翼と相棒を奪った張本人。
闇天超魔神ゼル・ガロン（あんてんちょうまじんゼル・ガロン）
第3弾 幻双076 (CR)(CR)
POWER：30
名前：ゼル・ガロン<男>
種族：魔神
属性：闇、火、土
武器：闇天の竜翼刃
憑依:闇天蛇竜神テスカポリトカ
特技：アビスホール・デスブレイズ
テスカポリトカに憑依され超神化を果たしたゼル。絶大なテスカポリトカの魔力と狡猾なゼルの知恵が1つとなり、凶悪無比な破壊神が誕生した。

大提督コロン・ブロッサム（だいていとくコロン・ブロッサム）
第1弾 幻双PR (SR)
POWER：9
名前：クリストファー・コロン・ブロッサム<女>
種族：魔人<冒険家、航海士>
属性：水、風
武器：黄金銃ヴィーナス・キッス
発見：新大陸「幻双竜大陸」
特技：ロスト・マイ・ラブ
天魔王アーサーの勅命で組織された航海調査団の大提督。西の海に広がる「断絶の大連鎖螺旋潮流」を越える新航路を発見し、更には未知の巨大新大陸「幻双竜大陸」を発見する事に成功した。
モデルとなった人物は新大陸を発見した探検家クリストファー・コロンブス。
太陽の円卓騎士・ガウェイン（たいようのえんたくきし・ガウェイン）
第1弾 幻双004 (CR)
POWER：15
名前：ガウェイン・グラスター<男>
種族：魔人<円卓騎士、冒険家>
属性：光、金、土
武器：聖剣ガラティーン
依頼：冒険野郎ヴァン・クロウ
特技：ヘブンズライト・オウレオール
「A級アルゴライセンス」を持つ円卓騎士のリーダー。その武勇は世界で五指に入ると噂されるほどで、太陽の力を己の魔力に変換する力を持ち日中の野外では無敵の力を発揮する。天魔王アーサーの勅命を受けて聖杯を探索していたが、聖杯が「聖者の洞窟」にあると突き止めたものの攻略できず、ヴァンに「ミッション1<聖杯探索>」を依頼した。報酬は「新大陸渡航許可証」。
『一鬼火勢の章』からの再登場。
モデルとなった人物はアーサー王物語に登場する円卓の騎士の一人であるガウェイン。
零氷の円卓騎士・ガラハド（れいひょうのえんたくきし・ガラハド）
第1弾 幻双005 (CR)
POWER：14
名前：ガラハド・グラキエス<男>
種族：魔人<円卓騎士、冒険家>
属性：雷、風、氷
武器：氷魔剣アイスロード
仲間：薫風の円卓騎士・パーシバル
特技：ダイヤモンド・ブラスト・コキュートス
「AA級アルゴライセンス」を持つ円卓騎士。冒険家としては円卓騎士で一番の実力を持ち、仲間からの信頼も厚い。絶対零度の冷気を操るため、水域や溶岩地帯で特に絶大な力を発揮する。「ミッション1<聖杯探索>」に参加。ヴァンに対して絶大なる信頼を寄せていて、彼の剣となり盾となる使命に燃えている。
『一鬼火勢の章』からの再登場。
モデルとなった人物はアーサー王物語に登場する円卓の騎士で、聖杯探索に成功した三人のうち一人であるガラハッド。
薫風の円卓騎士・パーシバル（くんぷうのえんたくきし・パーシバル）
第1弾 幻双006 (CR)
POWER：13
名前：パーシバル・ディンドラン<女>
種族：魔人<円卓騎士、冒険家>
属性：水、木、風
武器：風魔槍マリアドール
仲間：零氷の円卓騎士・ガラハド
特技：ゲイル・ランサー・シルフィード
「A級アルゴライセンス」を持つ円卓騎士。風を操る能力を持ち、空気の流れを敏感に察知する事ができる。そのため、洞窟や迷宮などで正しい道や出口を発見する術に非常に長けている。「ミッション1<聖杯探索>」に参加。
『一鬼火勢の章』からの再登場。
モデルとなった人物はアーサー王物語に登場する円卓の騎士で、聖杯探索に成功した三人のうち一人であるパーシヴァル。
砂子の円卓騎士・ボールス（いさごのえんたくきし・ボールス）
第1弾 幻双007 (SR)
POWER：11
名前：ボールス・ゲイネス<女>
種族：魔人<円卓騎士、冒険家>
属性：金、土
武器：魔導書「砂城の楼閣」
尊敬：冒険野郎ヴァン・クロウ
特技：ダストストーム・インフェルノ
「A級アルゴライセンス」を持つ新人円卓騎士。冒険家としては非常にバランスよくまとまっており、得意分野が無い代わりに不得意分野も存在しない器用貧乏。同じ冒険家としてヴァンに強く憧れ、「師匠」と呼び慕っている。一人称は「ボク」。「ミッション1<聖杯探索>」に参加。
モデルとなった人物はアーサー王物語に登場する円卓の騎士で、聖杯探索に成功した三人のうち一人であるボールス。
砂塵の円卓騎士・ボールス（さじんのえんたくきし・ボールス）
第3弾 幻双078 (SR)
POWER：12
名前：ボールス・ゲイネス<女>
種族：魔人<円卓騎士、冒険家>
属性：金、土
武器：縄鞭ヴァン
救出：冒険野郎ヴァン・クロウ
特技：マグネティックストーム・インフェルノ
ヴァンを追って単身幻双大陸にやってきた自称「ヴァンの一番弟子」。

茜紅葉のシノワ（あかねもみじのシノワ）
第1弾 幻双013 (SR)
POWER：8
名前：菱永志乃輪<女>
種族：鬼人<冒険家、考古学者>
属性：光、火、木
武器：真理の杖
依頼：冒険野郎ヴァン・クロウ
特技：落葉茜舞
「B級アルゴライセンス」を持つ鬼龍の考古学者。若くして多くの博士号を持つ才女で、その頭脳を買われて古代遺跡の探索や調査に駆り出される事が多い。鬼龍六臣将・霜林の閑那の妹。幻双竜大陸の中央に位置する「翠星の神殿」の調査団に参加していたが、遺跡の罠と多くの魔物に行く手を阻まれ調査団は全滅。仲間の無念を晴らすため、ヴァンに「ミッション2<「翠星の神殿」調査探索>」を依頼した。報酬は「シノワの姉の閑那とデートのセッティング」。
茜麗のシノワ（あかねうららのシノワ）
第2弾 幻双030 (SR)
POWER：8
名前：菱永志乃輪<女>
種族：鬼人<冒険家、考古学者>
属性：光、火、木
武器：真理の杖
依頼：冒険野郎ヴァン・クロ
特技：落葉茜舞
「翠星の神殿」を攻略した功績が認められ、アルゴライセンスがA級に昇進。姉の閑那に振られて傷心のヴァンを慰めるため、仕事の依頼を口実に彼とのデートを画策する。

鎖柩のレグルス（さきゅうのレグルス）
第1弾 幻双014 (SR)
POWER：12
名前：レグルス・ハーキュリー<男>
種族：獣人<格闘家、冒険家>
属性：金、土
武器：鉄鎖鞭の腕輪
護衛：茜紅葉のシノワ
特技：ブラッディ・チェーンストーム
「B級アルゴライセンス」を持つ獅童の格闘家。ライオンの獣人で、超重量級の巨体ながらも猫科特有の素早さと身軽さを持ち合わせている。シノワに用心棒として雇われた冒険仲間。
電光のトルマリン（でんこうのトルマリン）
第2弾 幻双035 (SR)
POWER：13
名前：トルマリン<女>
種族：鋼人<諜報工作士、冒険家>
属性：火、金、雷
武器：ライトニング・レーザーガン
姉妹：水嶺のアクアマリン
特技：プラズマ・イラプション
鉄機でもトップクラスの情報工作士で、AA級アルゴライセンスを持つ冒険家でもある。妹であるアクアマリンとコンビを組み、2人で世界に眠る古代遺跡の発掘調査に明け暮れている。
『一鬼火勢の章』からの再登場。
電脳戦姫ラピスラズリ（でんのうせんきラピスラズリ）
第2弾 幻双038 (SR)
POWER：9
名前：ラピスラズリ<女>
種族：鋼人<冒険家、機械技師>
属性：金、氷
武器：電光戦斧レーザー・ラブリュス
依頼：冒険野郎ヴァン・クロウ
特技：ラピスラズリ・ブルーウェイブ
A級アルゴライセンスを持つ鉄機の機械技師。好奇心旺盛で、古代遺跡に隠された歴史のロマンを紐解くのが最高の趣味。
電装超人ラズワルド（でんそうちょうじんラズワルド）
第2弾 幻双039 (SR)
POWER：12
名前：ラズワルド<男>
種族：鋼人<冒険家、傭兵>
属性：金、雷
武器：電光剣レーザー・ソード
姉弟：電脳戦姫ラピスラズリ
特技：ラズワルド・ブルーショック
A級アルゴライセンスを持つ鉄機の傭兵。姉のラピスラズリとコンビを組み、姉を守って遺跡の魔獣を薙ぎ倒す日々を送っている。戦闘特化の冒険家。
明星の冒険家・カスケード（みょうじょうのぼうけんか・カスケード）
第2弾 幻双040 (CR)
POWER：12
名前：カスケード・ザ・ロマンティック<男>
種族：獣人<冒険家、アイドル>
属性：光、火、雷
武器：スターライト・セイバー
宿敵：冒険野郎ヴァン・クロウ
特技：サンダーボルト・ラブショック
AAA級アルゴライセンスを持つカリスマ冒険家。ヴァンを一方的にライバル視しており、ヴァンと競い合うために彼を追って新大陸にやってきた。副業でアイドル活動をしており、ファンも多い。

### 二大蛇竜神
光天蛇竜神ケツアルカトル（こうてんじゃりゅうしんケツアルカトル）
第3弾 060 (CR)
POWER：20
名前：ケツアルカトル<男>
種族：魔神
属性：光、火、風
武器：双頭白炎蛇王
敵対：闇天蛇竜神テスカポリトカ
特技：煌輝千条の風刃
二大蛇竜神の1人で、光の蛇竜神と呼ばれる魔神。本来は平和を愛する温和な性格だが、その一方で秩序と調和を乱す悪に対しては容赦なく徹底的に断罪する苛烈な一面も持っている。
鷲爪王エヘカトル（しゅうそうおうヘカトル）
第3弾 061 (SR)
POWER：16
名前：エヘカトル<女>
種族：魔神
属性：光、風、雷
武器：白炎太陽の杖
主人：光天蛇竜神ケツアルカトル
特技：光芒鷲爪斬
ケツアルカトルに使えるコンドルの魔神。ケツアルカトルの分身ともいわれる地位にあり、光の蛇竜神の眷属に対する総指揮権を有している。
火蜥蜴大公クエツパリン（ひとかげたいこうクエツパリン）
第3弾 幻双064 (N)
巨大魚大公アトルザー（きょだいぎょたいこうアトルザー）
第3弾 幻双065 (N)
大禿鷲大公コスカクア（おおはげわしたいこうコスカクア）
第3弾 幻双066 (N)
玉蜀黍大公センテオン（とうもろこしたいこうセンテオン）
第3弾 幻双067 (N)
闇天蛇竜神テスカポリトカ（あんてんじゃりゅうしんテスカポリトカ）
第3弾 062 (CR)
POWER：20
名前：テスカポリトカ<男>
種族：魔神
属性：闇、火、土
武器：双頭黒炎蛇王
敵対：光天蛇竜神ケツアルカトル
特技：冥境奈落の黒炎
二大蛇竜神の1人で、闇の蛇竜神と呼ばれる魔神。かつては多くの魔物を討伐した英雄であったが、倒すべき敵を狩りつくした後に満たされぬ破壊衝動支配され、自らが魔物と化してしまった。
豹牙王エテペヨロトル（ひょうがおうエテペヨロトル）
第3弾 063 (SR)
POWER：16
名前：テペヨロトル<女>
種族：魔神
属性：闇、土、氷
武器：黒炎太陽の杖
主人：闇天蛇竜神テスカポリトカ
特技：幻朧豹牙斬
テスカポリトカに使えるジャガーの魔神。テスカポリトカの分身ともいわれる地位にあり、闇の蛇竜神の眷属に対する総指揮権を有している。
火煙霊獣士フエゴール（かえんれいじゅうしフエゴール）
第3弾 幻双068 (SR)
湖煙霊獣士アグアード（こえんれいじゅうしアグアード）
第3弾 幻双069 (SR)
風煙霊獣士ビエントス（ふうえんれいじゅうしビエントス）
第3弾 幻双070 (SR)
石煙霊獣士ティエラガ（せきえんれいじゅうしティエラガ）
第3弾 幻双071 (SR)

### 遺跡
真竜王エルディカイン（しんりゅうおうエルディカイン）
第1弾 011 (CR)
POWER：20
名前：エルディカイン
種族：真竜「マスタードラゴン」
属性：光、闇、火、雷、風
宝物：真竜王の竜玉石
守護：秘宝「真竜の聖杯」
特技：アルカディア・ノヴァ
「聖者の洞窟」最深部に位置する巨大洞窟に鎮座する真竜の王。「ミスティック・ギフト」の１つである「真竜の聖杯」を護っている。聖杯を求める者の力を試し、試練を与える神の代行者。真竜王エルディカインの持つ「真竜の聖杯」に注がれた飲み物を飲むと、あらゆる病と傷が癒され、若さと寿命を授けられるらしい。
ケイブドラゴン
第1弾 幻双010 (SR)
トリトード
第1弾 幻双008 (N)
ケイブヒドラ
第1弾 幻双009 (N)
阿修羅女王カカベル（あしゅらじょおうカカベル）
第1弾 幻双022 (CR)
POWER：17
名前：カカベル・パカル・イシュタール<女>
種族：魔神<女王>
属性：闇、土、氷
武器：魔剣「イシュタームの夕闇」
守護：秘宝「翠星の仮面」
特技：夕闇の惨劇
幻双竜大陸中央部に位置する遺跡「翠星の神殿」の最深部で玄室の奥に鎮座する魔神。この地に埋葬された遺跡の主であり、かつてこの地で栄華を誇った古代女王の成れの果てである。謎の力で復活を果たし、魔神化している。阿修羅女王カカベルの持つ「翠星の仮面」を装着した者は永遠の栄華を約束され、権威と巨万の富を得られるらしい。
ゲオル・ザランドゥ
第1弾 幻双020 (SR)
幻双竜大陸中央部に位置する遺跡「翠星の神殿」に出現する竜人型の魔獣。神殿の墓守で、非常に高い攻撃力と防御力を持ち、埋葬品の武具を操って冒険者を攻撃する。
守護騎士ユーシムル（しゅごきしユーシムル）
第1弾 幻双021 (SR)
幻双竜大陸中央部に位置する遺跡「翠星の神殿」の最深部で玄室の扉を守護する鎧騎士型の魔獣。かつてはこの地で勇名を馳せた大勇者だったが、死後に謎の力で復活し魔獣化して生ける屍となってしまった。墓守は王を護るために人為的に手を加えられた魔獣で、「翠星の神殿」付近にしか存在しないらしい。
ドグマ・ゲイヌ
第1弾 幻双016 (N)
カカオ・ビーン
第1弾 幻双017 (N)
カウチャ・ペテウ
第1弾 幻双018 (N)
サルサ・ハバネーロ
第1弾 幻双019 (N)
土偶王（どぐうキング）
第2弾 033 (SR)
POWER：12
名前：土偶王
種族：魔獣「土偶王」
属性：金、土、雷
武器：雷鳴の銅鐸
守護：秘宝「黄金の埴輪像」
特技：ドグー・サンダー
鬼龍最大の墳墓遺跡「鬼龍古墳」の中に隠された迷宮内を支配する土偶型の魔獣。
埴輪兵士（はにわトルーパー）
第2弾 032(N)
機動要塞ウルトレス（きどうようさいウルトレス）
第2弾 037 (SR)
POWER：12
名前：ウルトレス
種族：魔獣「ウルトレス」
属性：金、雷
武器：プラズマカノン
守護：秘宝「ミスリル銀」
特技：エンパイアナパーム
鉄機に存在する世界最大の一枚岩「鉄機巨岩」の内部に存在する古代機械プラントを支配する機動要塞。
機動騎兵ウルトール（きどうきへいウルトール）
第2弾 036(N)
風雲豪雨チェルチー（ふううんごううチェルチー）
第2弾 幻双048 (CR)
POWER：17
名前：チェルチー<女>
種族：魔神
属性：光、水、風、氷
武器：水天荒神の杖
夫婦：裂空迅雷トラロック
特技：雹牙散弾の叢雨
遺跡「空中楼閣」に眠る太古の魔神。風と水を司り、風雨を伴って顕現する。遺跡に迷い込んだ冒険者の善悪を見定める心眼を持ち、その眼鏡に適わない者は雹弾の餌食となる。
裂空迅雷トラロック（れっくうじんらいトラロック）
第2弾 幻双049 (CR)
POWER：18
名前：トラロック<男>
種族：魔神
属性：光、水、風、雷
武器：雷天荒神の壷
守護：秘宝「幻双竜の蒼玉」
特技：雷慟断罪の怒槌
遺跡「空中楼閣」に眠る太古の魔神。雨と雷を司り、雷雲を伴って顕現する。気に入った冒険者に死の試練を課し、それを乗り越えた者に秘宝や加護を与える。

### 幻双竜大陸
トナトナ
第1弾 幻双015 (N)
POWER：5
名前：トナトナ<男>
種族：亜人「アスティ・カーン」
属性：土
武器：黒曜石の槍
恩人：冒険野郎ヴァン・クロウ
特技：トナトナ・アタック
「幻双竜大陸」に生息する「アスティ・カーン」と呼ばれる亜人の少年。凶暴な魔獣に襲われていたところをヴァンに助けられ、彼に恩義を感じて現地ガイドとして有能な働きを見せる冒険仲間となった。
戦士トナトナ（せんしトナトナ）
第2弾 幻双042 (S)
POWER：7
名前：トナトナ<男>
種族：亜人「アスティ・カーン」
属性：土
武器：鋼の槍
尊敬：冒険野郎ヴァン・クロウ
特技：スーパー・トナトナ・アタック
ヴァンと別れた後に、ヴァンが作った特訓メニューを1人で黙々とこなして立派な戦士に成長した。
太陽勇者トナティア（たいようゆうしゃトナティア）
第3弾 幻双079 (S)
POWER：15
名前：トナティア<両性>
種族：魔神
属性：光、火、水、土、雷
武器：鋼の槍、精霊石の杖
融合：トナトナ、ティアティア
特技：トナティア・サンシャイン
瀕死のトナトナとティアティアは、トラロックとチェルチーの力を分け与えられて奇跡の復活。兄妹の精神と肉体は1つに融合し、新たな1人の魔神として新生を果たした。
トナティアは必要に応じて自由に2人に分離できる。

ティアティア
第2弾 幻双043 (N)
POWER：4
名前：ティアティア<女>
種族：亜人「アスティ・カーン」
属性：光
武器：精霊石の杖
兄妹：戦士トナトナ
特技：トナトナ・アタック
トナトナの妹。高い魔導の素質を持ち、精霊使いとして開眼。特に治癒魔法を得意とし、冒険家を目指す兄をサポートしながら共に冒険の日々を過ごしている。

### その他の人物
ドクター・オニキス
第1弾 003 （SR）
POWER：10
名前：オニキス<男>
種族：鋼人<医師、機械技師>
属性：水、金
宝物：医師の白衣
親友:冒険野郎ヴァン・クロウ
特技：機甲拳・超振動螺旋掌
世界最高位の医師。科学者や発明家としても有名で、本職は機械技師。ヴァンとは旧知の仲で、3年前の「ある事件」で両腕を失ったヴァンのために特製の機械義手を作り上げた。
梓神凪のキナコ（あずさかんなぎキナコ）
第2弾 幻双031 (SR)
POWER：11
名前：餅月輝奈子<女>
種族：鬼人<忍者>
属性：火、木、風
武器：忍者刀・甲賀千代女
親友：茜麗のシノワ
特技：閻魔神楽
武神家に使える女忍者。若くして「巫女忍軍」と呼ばれる一団の頭領に抜擢されるほどの達人で、シノワとは古くからの幼馴染。
水嶺のアクアマリン（すいれいのアクアマリン）
第2弾 幻双034 (CR)
POWER：14
名前：アクアマリン<女>
種族：鋼人<機甲騎士>
属性：水、金、氷
武器：クリスタル・レーザーカノン
依頼：冒険野郎ヴァン・クロウ
特技：バニッシュメント・ザ・ポセイドン
鉄機でもトップクラスの機甲騎士で、白兵戦においては無類の戦闘力を発揮する。かつての巨大な戦闘用四肢も大幅に小型化され、狭い場所や繊細な作業でも十分に実力を発揮できるようになった。
『一鬼火勢の章』からの再登場。
魅惑の大盗賊・アルセーヌ（みわくのだいとうぞく・アルセーヌ）
第2弾 幻双041 (CR)
POWER：12
名前：アルセーヌ・ラ・セーヌ<女>
種族：獣人<盗賊>
属性：闇、木、風
武器：ルナティック・キューブ
標的：冒険野郎ヴァン・クロウ
特技：ハリケーンボルト・デスチャーム
世界を股にかける世紀の大盗賊。かつてはAAA級アルゴライセンスを持つ冒険家だったが、今では資格を剥奪されてしまっている。ヴァンとは旧知の間柄で、昔は共に冒険する仲間だった。
鬼龍商人ダイコク（きりゅうしょうにんダイコク）
第1弾 024 (N)
天魔貴族ジョルジュ（てんまきぞくジョルジュ）
第1弾 025 (N)
冒険家クマシロ（ぼうけんかクマシロ）
第1弾 026 (N)
生物学者アイザック（せいぶつがくしゃアイザック）
第1弾 027 (N)